# Johan August Anckarsvärd
Johan August Anckarsvärd, född 14 december 1783 på Sveaborg, Finland, död 12 november 1874 i Bälinge församling, Södermanlands län (folkbokförd i Askers församling, Örebro län), var en svensk militär, politiker, greve och lanthushållare.

## Biografi
Johan August Anckarsvärd föddes på Sveaborg som son till kommendanten och anjalamannen Mikael Anckarsvärd och hans hustru Ebba Karolina von Segebaden. Redan vid sju års ålder fick han sin officersfullmakt, men började först långt senare in tjänst, först vid arméns flotta, därefter överflyttad till Göta livgarde, där han 1802 blev löjtnant. Liksom brodern Carl Henrik Anckarsvärd tjänstgjorde han under det pommerska fälttåget mot Napoleon I 1805–1806. Som kapten vid Västmanlands regemente och adjutant hos Georg Adlersparre, deltog han som en av huvudmännen i de revolutionära rörelserna i mars 1809. Han avancerade till överstelöjtnant i armén 1810 och bataljonschef vid det då nyuppsatta Södra skånska infanteriregementet och deltog som sådan i 1813–14 års fälttåg. Redan 1819 lämnade han dock som överste och generaladjutant krigstjänsten, eftersom den egna gårdens drift tog hans tid och krafter i anspråk.

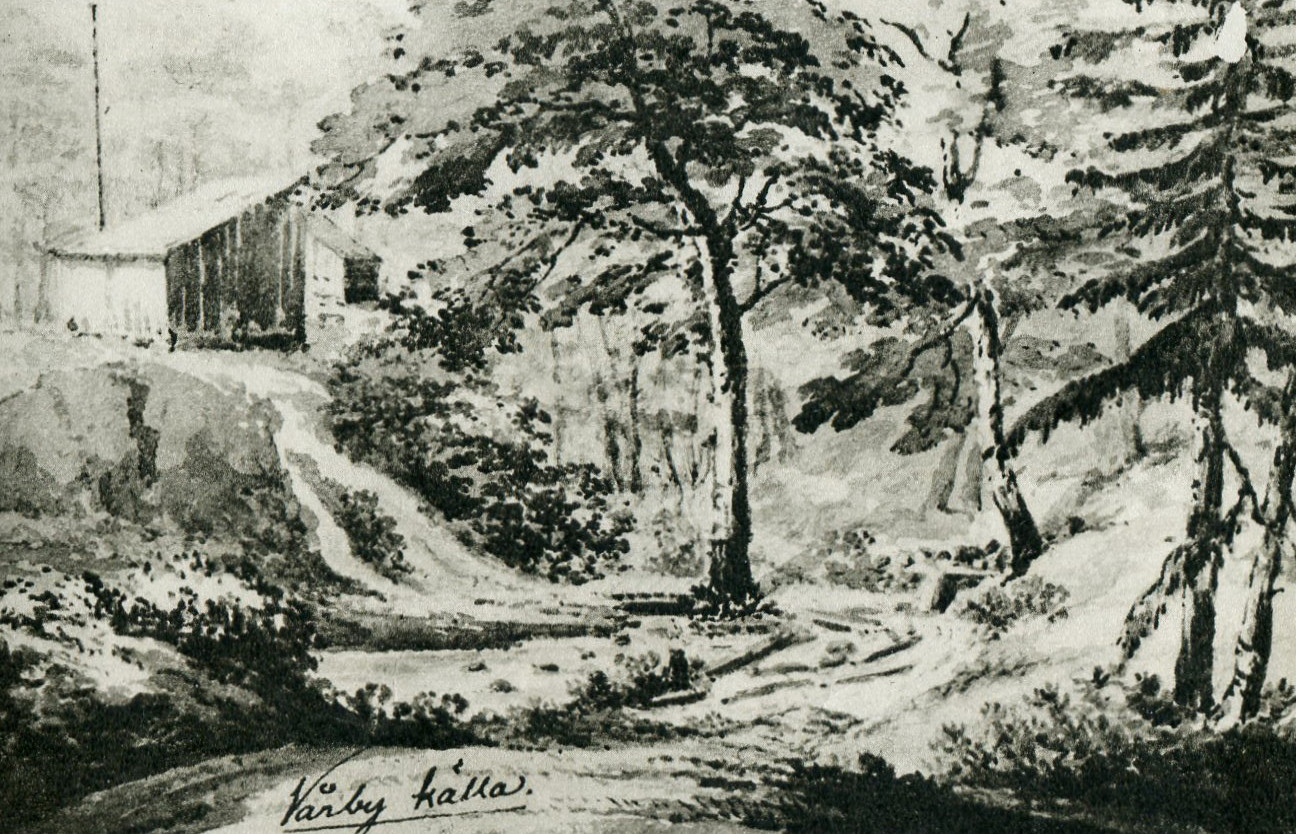
Vårby källa, teckning av Anckarsvärd, 1850-tal.

Genom gifte hade Anckarsvärd nämligen 1815 blivit ägare till såväl Bysta fideikommiss i Närke som Nynäs gods i Södermanland, och han utbildade sig med tiden till en insiktsfull och dugande jordbrukare och en företagsam bergsbruksidkare, med ett stort intresse för sociala reformer. Han deltog även i det politiska livet. Redan 1809 hade han plats som tyst åhörare i riddarhuset, men först 1823 framträdde han mera vid broderns sida som speciell talman mot de bördor som enligt hans mening orättmätigt tryckte jordbruket. Han stod även vid broderns sida i dennes kamp för en reform av det svenska riksdagssystemet. Vid 1840–41 års riksdag, då de liberala behärskade utskottsvalen, insattes han i statsutskottet.
Anckarsvärd tillhörde 1844 den ringa minoritet på riddarhuset, som röstade för antagande av det vilande representationsförslaget, och 1865 var han med om att få rösta för avskaffandet av ståndsriksdagen.
Anckarsvärd var även intresserad av främjandet av konsten och vetenskapen. Han var själv konstnär, och en frikostig mecenat för flera unga konstnärer samt representerad vid Kalmar konstmuseum. 1813 invaldes han i de fria konsternas akademi, 1830 blev han dess hedersledamot, och 1856–1870 var han dess vice preses. 1831 invaldes han i Vetenskapsakademien, 1841 valdes han till preses, och 1844 blev han hedersledamot av Lantbruksakademin.
1815 gifte sig Johan August Anckarsvärd med friherinnan Sofia Ulrika Bonde. Han efterlämnade ingen son, men två av hans döttrar blev gifta med framstående politiker, den ena med finansministern Johan August Gripenstedt och den andra med KU-ordföranden Carl Axel Mannerskantz. Genom den tredje dottern blev han morfar till Wilhelm Henriksson von Essen. Som konstnär är Anckarsvärd är representerad vid bland annat Nationalmuseum.